# Ministerstwo Kultury i Dziedzictwa Narodowego

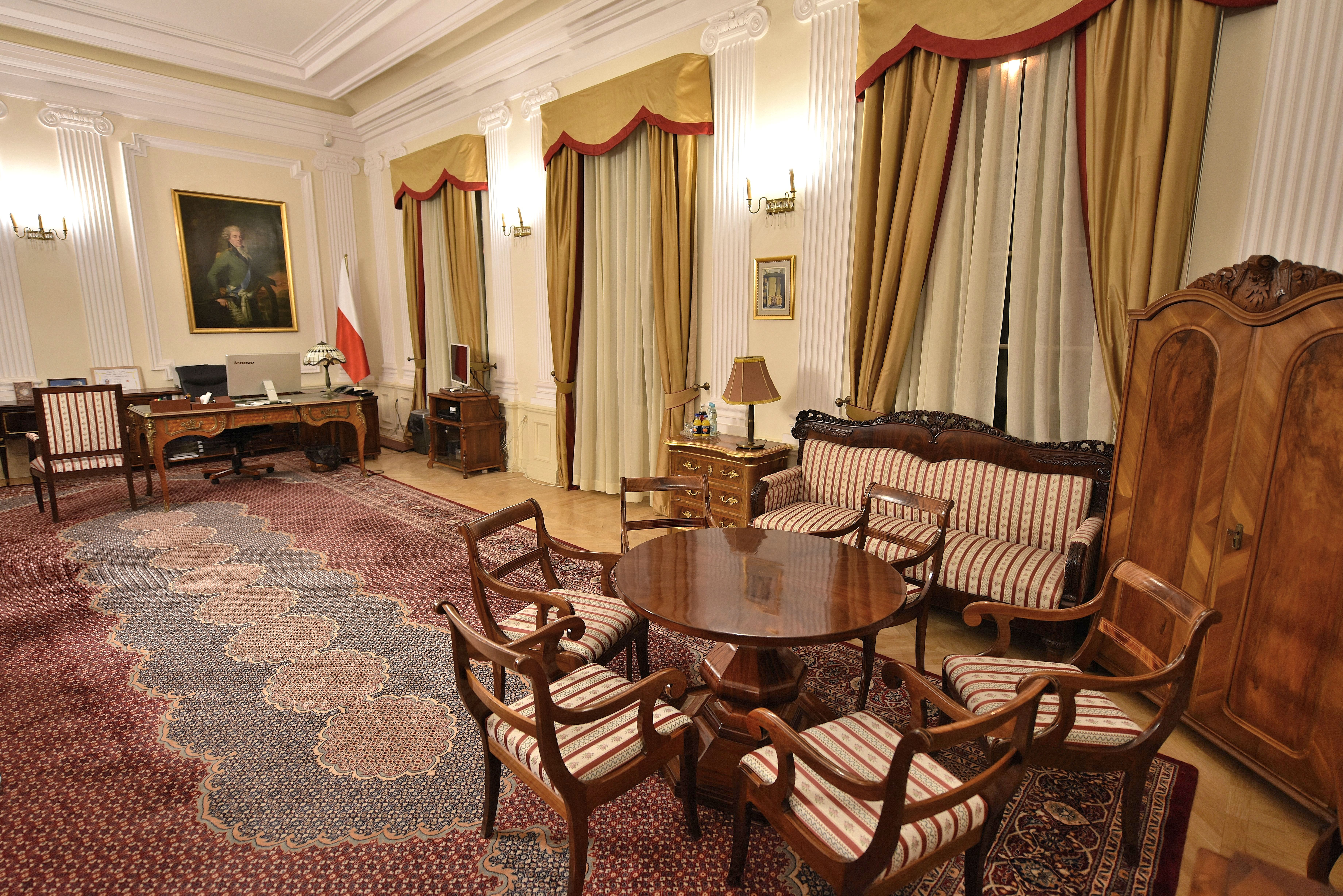
Gabinet ministra na parterze korpusu głównego pałacu Potockich

Ministerstwo Kultury i Dziedzictwa Narodowego (MKiDN) – urząd administracji rządowej w Polsce, obsługujący Ministra Kultury i Dziedzictwa Narodowego, właściwego do spraw jednego działu administracji rządowej – kultura i dziedzictwo narodowe.
Od 1949 siedzibą ministerstwa jest pałac Potockich. Dodatkowo ministerstwo dysponuje kilkoma innymi obiektami, gdzie ulokowana jest część biur i departamentów.

## Kierownictwo
- Marta Cienkowska (Polska 2050) – minister kultury i dziedzictwa narodowego od 24 lipca 2025[4]
- Bożena Żelazowska (PSL) – sekretarz stanu i Generalna Konserwator Zabytków od 14 grudnia 2023[5]
- Maciej Wróbel (PO) – sekretarz stanu od 17 stycznia 2025[6]
- Sławomir Rogowski – podsekretarz stanu od 5 sierpnia 2024[7]
- Dorota Żebrowska – dyrektor generalna[8]

## Zadania
Do głównych zadań ministerstwa należą m.in.:
- opracowanie projektu budżetu państwa w części pozostającej w dyspozycji ministra
- opieka nad dziedzinami: teatr, muzyka, balet, opera, sztuka estradowa, sztuki plastyczne, literatura, muzealnictwo, kultura ludowa, edukacja kulturalna, amatorski ruch artystyczny, wymiana kulturalna z zagranicą
- opiniowanie projektów aktów prawnych oraz opracowywanie ich pod względem formalno-prawnym
- wykonywanie i koordynacja realizacji zadań wynikających z polityki rządu w zakresie ochrony zabytków
- inicjowanie działań na rzecz podtrzymania i upowszechniania tradycji narodowej i państwowej
- opieka i nadzór nad szkolnictwem artystycznym
- prowadzenie zadań z zakresu polityki audiowizualnej
- nadzór nad Naczelnym Dyrektorem Archiwów Państwowych.

## Struktura organizacyjna
W skład ministerstwa wchodzą Gabinet Polityczny Ministra oraz następujące jednostki organizacyjne:
- Departament Bezpieczeństwa i Zarządzania Kryzysowego
- Departament Dziedzictwa Kulturowego
- Departament Dziedzictwa Kulturowego za Granicą i Miejsc Pamięci
- Departament Finansowy
- Departament Funduszy i Spraw Europejskich
- Departament Legislacyjny
- Departament Mecenatu Państwa
- Departament Mediów i Sektorów Kreatywnych
- Departament Nadzoru Właścicielskiego
- Departament Narodowych Instytucji Kultury
- Departament Ochrony Zabytków
- Departament Prawa Autorskiego i Filmu
- Departament Prawny
- Departament Szkolnictwa Artystycznego
- Departament Współpracy z Zagranicą
- Biuro Audytu Wewnętrznego i Kontroli
- Biuro Dyrektora Generalnego
- Biuro Finansów i Księgowości
- Biuro Kadr i Szkolenia
- Biuro Ministra
- Centrum Informacyjne.

Organ nadzorowany przez ministra:
- Naczelny Dyrektor Archiwów Państwowych

Jednostki organizacyjne podległe ministrowi lub przez niego nadzorowane:
- Jednostki organizacyjne:
  - Centrum Dialogu im. Juliusza Mieroszewskiego
  - Naczelna Dyrekcja Archiwów Państwowych
  - Polski Instytut Sztuki Filmowej
  - Fundacja – Zakład Narodowy im. Ossolińskich
- Instytut badawczy:
  - Instytut Solidarności i Męstwa imienia Witolda Pileckiego[2]
- Instytucje kultury:
  - Biblioteka Narodowa
  - Centrum Rozwoju Przemysłów Kreatywnych
  - Centrum Rzeźby Polskiej w Orońsku
  - Centrum Sztuki Współczesnej – Zamek Ujazdowski
  - Centrum Technologii Audiowizualnych
  - Dom Pracy Twórczej w Radziejowicach
  - Filharmonia Narodowa w Warszawie
  - Filmoteka Narodowa – Instytut Audiowizualny
  - Instytut Adama Mickiewicza
  - Instytut Europejskiej Sieci Pamięć i Solidarność
  - Instytut Książki
  - Instytut Teatralny im. Zbigniewa Raszewskiego w Warszawie
  - Międzynarodowe Centrum Kultury w Krakowie
  - Muzeum Historii Polski w Warszawie
  - Muzeum Łazienki Królewskie w Warszawie
  - Muzeum Narodowe w Krakowie
  - Muzeum Narodowe w Poznaniu
  - Muzeum Narodowe w Warszawie
  - Muzeum Pałacu Króla Jana III w Wilanowie
  - Muzeum Stutthof w Sztutowie
  - Muzeum Sztuki i Techniki Japońskiej „Manggha”
  - Muzeum II Wojny Światowej w Gdańsku
  - Muzeum Zamkowe w Malborku
  - Muzeum Żup Krakowskich Wieliczka
  - Narodowe Centrum Kultury
  - Narodowe Muzeum Morskie w Gdańsku
  - Narodowy Instytut Fryderyka Chopina
  - Narodowy Instytut Architektury i Urbanistyki
  - Narodowy Instytut Dziedzictwa
  - Narodowy Instytut Muzealnictwa i Ochrony Zbiorów
  - Narodowy Instytut Muzyki i Tańca w Warszawie
  - Narodowy Instytut Polskiego Dziedzictwa Kulturowego za Granicą „Polonika”
  - Narodowy Stary Teatr im. Heleny Modrzejewskiej w Krakowie
  - Państwowe Muzeum na Majdanku w Lublinie
  - Państwowe Muzeum Auschwitz-Birkenau w Oświęcimiu
  - Państwowy Instytut Wydawniczy
  - Polska Opera Królewska
  - Polska Orkiestra Sinfonia Iuventus
  - Polskie Wydawnictwo Muzyczne
  - Studio Filmowe „Kronika”
  - Studio Filmowe „Kadr”
  - Studio Filmowe „Tor”
  - Studio Filmowe „Zebra”
  - Studio Filmów Rysunkowych
  - Studio Miniatur Filmowych
  - Teatr Narodowy
  - Teatr Wielki – Opera Narodowa
  - Wytwórnia Filmów Dokumentalnych i Fabularnych
  - Zamek Królewski na Wawelu – Państwowe Zbiory Sztuki
  - Zamek Królewski w Warszawie – Muzeum. Rezydencja Królów i Rzeczypospolitej
  - Zachęta – Narodowa Galeria Sztuki
  - Żydowski Instytut Historyczny im. Emanuela Ringelbluma
- Instytucje kultury współprowadzone przez ministra i wpisane do rejestru prowadzonego przez ministra:
  - Europejskie Centrum Muzyki Krzysztofa Pendereckiego w Lusławicach
  - Europejskie Centrum Filmowe Camerimage w Toruniu[14]
  - Muzeum Pamięć i Tożsamość im. św. Jana Pawła II w Toruniu[15]
  - Muzeum Jana Pawła II i Prymasa Wyszyńskiego
  - Muzeum Narodowe w Kielcach
  - Muzeum Narodowe we Wrocławiu
  - Muzeum Historii Żydów Polskich Polin
  - Muzeum Polaków Ratujących Żydów podczas II wojny światowej im. Rodziny Ulmów w Markowej
  - Zamek Piastów Śląskich w Brzegu
  - Muzeum Sztuki w Łodzi
  - Muzeum Sztuki Nowoczesnej w Warszawie
  - Muzeum – Zamek w Łańcucie
  - Muzeum Józefa Piłsudskiego w Sulejówku
  - Narodowe Muzeum Techniki w Warszawie
  - Narodowa Orkiestra Symfoniczna Polskiego Radia w Katowicach
- Instytucje kultury współprowadzone przez ministra i wpisane do rejestrów prowadzonych przez jednostki samorządu terytorialnego:
  - Centralne Muzeum Jeńców Wojennych
  - Centrum Paderewskiego w Kąśnej Dolnej
  - Centrum Sztuki Współczesnej „Znaki Czasu” w Toruniu
  - EC1 Łódź – Miasto Kultury w Łodzi
  - Europejskie Centrum Solidarności
  - Filharmonia im. Mieczysława Karłowicza w Szczecinie
  - Filharmonia Podkarpacka im. Artura Malawskiego w Rzeszowie
  - Filharmonia Pomorska im. Ignacego Jana Paderewskiego w Bydgoszczy
  - Filharmonia Zielonogórska im. Tadeusza Bairda w Zielonej Górze
  - Muzeum Dom Rodzinny Ojca Świętego Jana Pawła II w Wadowicach
  - Muzeum Dom Rodziny Pileckich w Ostrowi Mazowieckiej
  - Muzeum Literatury im. Adama Mickiewicza w Warszawie
  - Muzeum Narodowe w Lublinie
  - Muzeum Narodowe w Gdańsku
  - Muzeum Narodowe w Szczecinie
  - Muzeum Śląskie w Katowicach
  - Muzeum PRL-u (w organizacji)
  - Muzeum Żołnierzy Wyklętych w Ostrołęce
  - Narodowe Forum Muzyki
  - Opera i Filharmonia Podlaska – Europejskie Centrum Sztuki w Białymstoku
  - Opera Nova – Państwowa Opera w Bydgoszczy
  - Opera Wrocławska
  - Ośrodek „Pogranicze – sztuk, kultur, narodów” w Sejnach
  - Ośrodek Praktyk Teatralnych „Gardzienice”
  - Ośrodek „Pamięć i Przyszłość”
  - Państwowy Zespół Ludowy Pieśni i Tańca Mazowsze im. Tadeusza Sygietyńskiego
  - Teatr im. Stefana Jaracza w Olsztynie
  - Teatr Klasyki Polskiej w Warszawie
  - Teatr Polski im. Arnolda Szyfmana w Warszawie
  - Teatr Polski we Wrocławiu
  - Teatr Wielki im. Stanisława Moniuszki w Poznaniu
  - Teatr Wierszalin w Supraślu
  - Teatr Wybrzeże w Gdańsku
  - Teatr Żydowski im. Estery Rachel i Idy Kamińskich – Centrum Sztuki Jidysz
  - Zespół Pieśni i Tańca „Śląsk” im. Stanisława Hadyny w Koszęcinie
- Uczelnie, szkoły artystyczne oraz inne jednostki systemu oświaty:
  - Akademia Muzyczna im. Feliksa Nowowiejskiego w Bydgoszczy
  - Akademia Muzyczna im. Stanisława Moniuszki w Gdańsku
  - Akademia Muzyczna im. Karola Szymanowskiego w Katowicach
  - Akademia Muzyczna w Krakowie
  - Akademia Muzyczna im. Grażyny i Kiejstuta Bacewiczów w Łodzi
  - Akademia Muzyczna im. Ignacego Jana Paderewskiego w Poznaniu
  - Akademia Muzyczna im. Karola Lipińskiego we Wrocławiu
  - Uniwersytet Muzyczny Fryderyka Chopina w Warszawie
  - Akademia Sztuk Pięknych w Gdańsku
  - Akademia Sztuk Pięknych w Katowicach
  - Akademia Sztuk Pięknych im. Jana Matejki w Krakowie
  - Akademia Sztuk Pięknych im. Władysława Strzemińskiego w Łodzi
  - Akademia Sztuk Pięknych w Warszawie
  - Akademia Sztuk Pięknych im. Eugeniusza Gepperta we Wrocławiu
  - Akademia Sztuki w Szczecinie
  - Akademia Teatralna im. Aleksandra Zelwerowicza w Warszawie
  - Uniwersytet Artystyczny w Poznaniu
  - Akademia Sztuk Teatralnych im. Stanisława Wyspiańskiego w Krakowie
  - Państwowa Wyższa Szkoła Filmowa, Telewizyjna i Teatralna im. Leona Schillera w Łodzi
  - Centrum Edukacji Artystycznej w Warszawie
  - Publiczne i niepubliczne szkoły i placówki artystyczne
  - Placówki zapewniające opiekę i wychowanie uczniom szkół artystycznych w okresie pobierania nauki poza miejscem stałego zamieszkania

## Odznaczenia ministra[16]
- Medal „Zasłużony Kulturze Gloria Artis” – złoty, srebrny i brązowy
- Medal „Opiekun Miejsc Pamięci Narodowej”
- Odznaka honorowa „Zasłużony dla Kultury Polskiej”
- Odznaka „Za opiekę nad zabytkami” – złota, srebrna[17]
- Odznaka honorowa „Zasłużony dla Ochrony Dziedzictwa Fryderyka Chopina”[18]

## Historia
W rządzie tymczasowym Rady Regencyjnej Ministrowi Oświaty i Wyznań powierzono m.in. opiekę nad literaturą i sztuką, nad archiwami, bibliotekami publicznymi, czytelniami, teatrami i muzeami. Ministerstwo Sztuki i Kultury zostało utworzone 5 grudnia 1918, zlikwidowane ustawą z 17 lutego 1922 z powodów oszczędnościowych i racjonalizatorskich. Szeroki konsensus roztoczył wokół tezy, że nie ma kultury bez edukacji. Zadania resortu kultury przejęło zatem Ministerstwo Wyznań Religijnych i Oświecenia Publicznego (do 1931 działał w nim Departament Sztuki, kierowany przez pewien czas przez Juliana Fałata, potem w MWRiOP istniał już tylko wydział).
W 1944 w ramach Polskiego Komitetu Wyzwolenia Narodowego (tymczasowy organ władzy na obszarze wyzwolonym spod okupacji niemieckiej) kierownikiem Resortu Kultury i Sztuki został Wincenty Rzymowski. Ostatniego dnia grudnia powołano Rząd Tymczasowy RP, a ministrem kultury i sztuki był w nim Rzymowski. 2 maja 1945 zastąpił go Edmund Zalewski. 28 czerwca powołano Tymczasowy Rząd Jedności Narodowej, wkrótce potem uznany przez społeczność międzynarodową za pełnoprawny polski rząd. Ministrem kultury i sztuki był w nim Władysław Kowalski.
Urząd pod obecną nazwą Ministerstwo Kultury i Dziedzictwa Narodowego utworzony został 26 października 1999, z mocą od dnia 10 listopada 1999. Od 20 października 2001 do 31 października 2005 funkcjonowało pod nazwą Ministerstwo Kultury. 1 marca 2021 weszło w życie rozporządzenie Rady Ministrów z dnia 10 lutego 2021 r. w sprawie utworzenia Ministerstwa Kultury, Dziedzictwa Narodowego i Sportu, które utworzyło Ministerstwo Kultury, Dziedzictwa Narodowego i Sportu w wyniku przekształcenia dotychczasowego Ministerstwa Kultury i Dziedzictwa Narodowego oraz likwidacji Ministerstwa Sportu dokonanej w tym samym dniu na podstawie rozporządzenia Rady Ministrów z dnia 10 lutego 2021 r. w sprawie zniesienia Ministerstwa Sportu. Ministerstwo zostało przywrócone 26 października 2021.